# Dragones de cuera

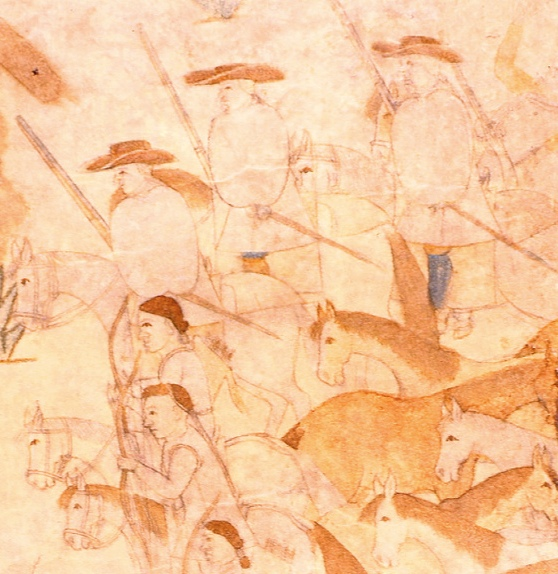
Dragones de cuera och indios exploradores under Villasurexpeditionen 1720.

Dragones de cuera var en distinkt typ av soldater, som bemannade Nya Spaniens presidios. De fick sitt namn efter det kraftiga läderpansar de bar i fält, som skydd mot indianska pilar.

## Rekrytering och utrustning

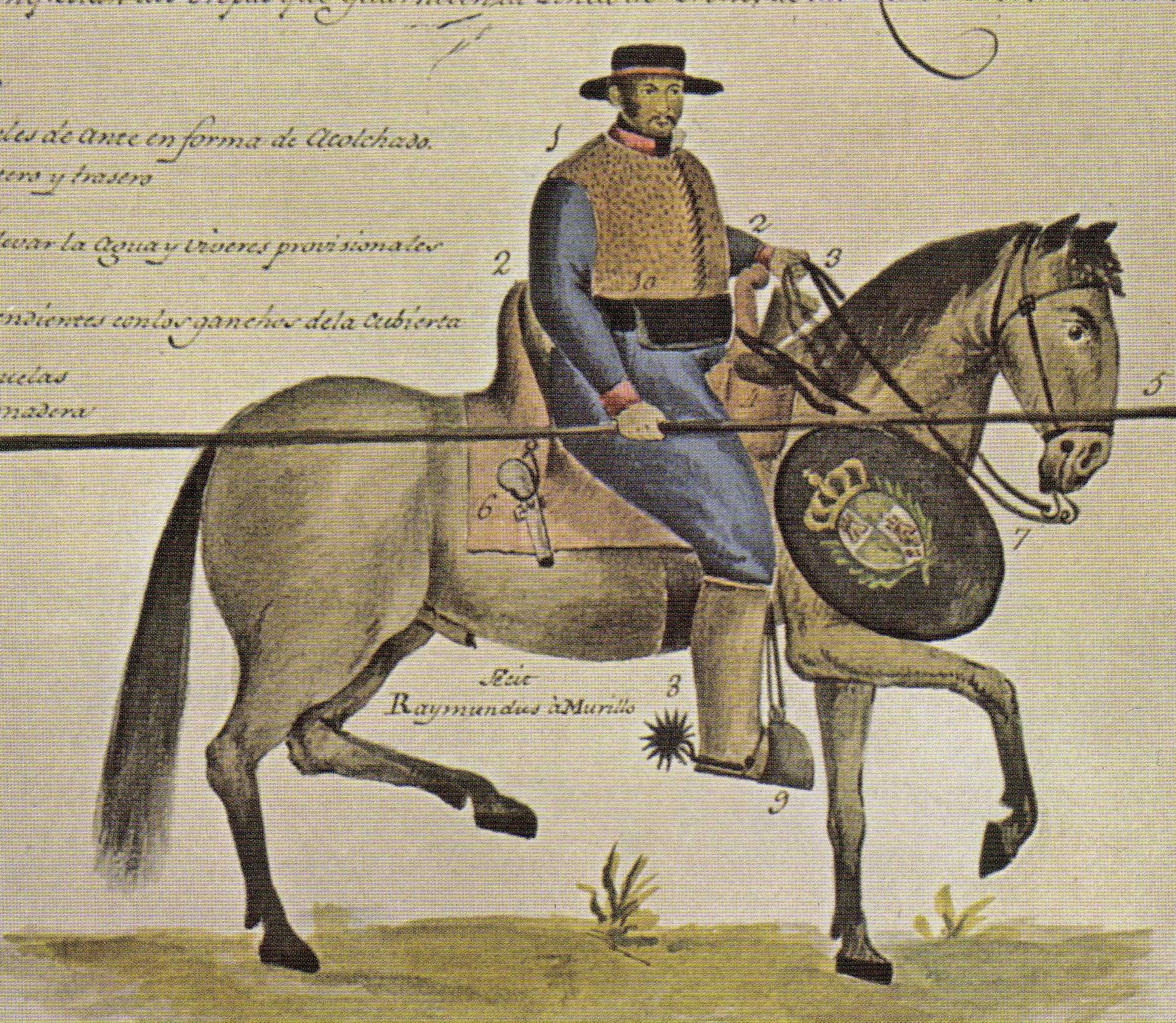
Dragon de Cuera, slutet av 1700-talet.
1: Läderjacka med sju lager
2: Sadelns framvalv och bakvalv
3: Karbin
4: Sadelväska av läder
5: Lans
6: Pistoler som hänger från sadelkåporna
7: Bucklare
8: Stövel och sporrar
9: Stigbyglar av trä
10: Patronkök

Dragones de cuera skiljde sig från den reguljära spanska armén genom rekrytering och utrustning. De flesta var födda i Amerika och var kreoler eller mestiser. De var beridna och med en kraftigare beväpning. Medan en reguljär spansk soldat hade musköt, pistol och värja, så var soldados de cuera även utrustade med lans, sköld och läderpansar. Istället för värja bar de espada ancha, ett kort svärd som i Amerika utvecklats från den spanska hirschfängaren. Varje soldado de cuera hade sex hästar till sitt förfogande, medan en reguljär dragon bara hade två.
Kraven för värvning som soldado de cuera var att ha uppnått sexton års ålder, vara 150 cm lång, frisk, katolik och fri från uppenbara synder. Uniformsreglementet 1772 föreskrev en kort jacka av blått ylletyg med smala röda uppslag och en röd krage, blå knäbyxor, en blå mössa, en svart halsduk, en hatt med rött band, skor och benläder. Remtyget bestod av ett bandolär av antilophud med presidions namn och ett patronkök. Förutom de sex hästarna nämnda ovan skulle varje soldado de cuera också ha ett föl och en mula. Utrustning och djur tillhörde soldaten personligen och skulle bekostas av honom själv. Läderpansaret var gjord av sju lager av vitt garvat hjortskinn, skölden av två lager garvad buffelhud.

## Organisation
Den reglementerade organisationsstyrkan varierade över tiden. I början av 1600-talet hade varje presidio bara 14 soldater, medan det vid århundradets slut skulle bestå av närmare 50. 1747 varierade styrkan från 1 korpral och 7 meniga i Boca de Leones till 80 soldater i Presidio de Santa Fe. Övriga 20 presidion hade mellan 30 och 50 soldater. 1772 fastställdes att ett presidiekompani normalt skulle bestå av en kapten, en löjtnant, en fänrik, en präst, en sergeant, två korpraler, 40 meniga och 10 indianspejare.
I Santa Fe var provinsens guvernör kapten och kompanichef. Han hade vanligen graden teniente coronel graduado, dvs. överstelöjtnant i armén. Dessutom fanns två löjtnanter (premiärlöjtnanten var vanligen kapten i armén) med 700 pesos per år i lön, en fänrik med 500 pesos, två sergeanter med 350 pesos, sex korpraler med 300 pesos och 69 meniga soldater med 290 pesos vardera. Bland de meniga uttogs en pistolsmed, en trumslagare och sex karabinjärer.
De första presidialkompanierna bildades 1570. Det fanns 22 kompanier i de norra gränsprovinserna, minst sex i Kalifornien samt från 1767 sex "flygande kompanier". Sammanlagt skulle det 1705 finnas 592 soldados de cuera i Nya Spanien. 1764 fanns det 23 kompanier och 1271 soldater, 1780 1495 soldater, 1776 21 presidion med 1080 soldater, minst 160 indianska hjälptrupper och fem "flygande kompanier" med 563 soldater. 1783 fanns det 22 presidion med 2021 soldater, fem "flygande kompanier" med 686 soldater. 1803 22 presidion med 2244 soldater och sex "flygande kompanier" med 786 soldater.
De "flygande kompanierna" - Compañías volantes - som bildades 1767 var avsedd som mobil reserv, men var utrustade på samma sätt som presidiokompaniernas soldados de cuera. 1778 kompletterades soldados de cuera med lättare trupper - tropas ligera - som inte var utrustade med läderpansar, sköld eller lans. Det skulle finnas 19 soldater per kompani, men styrkan varierade efter situationen vid varje presidio. De hade i övrigt samma uniform som soldados de cuera, den enda skillnaden var den vidbrättade vita hatten. De lätta trupperna hade i Santa Fe som befäl en sekundfänrik med 450 pesos om året i lön och en sekundsergeant med 320 pesos. De meniga soldaterna fick 216 pesos per år vardera.

## I det självständiga Mexiko

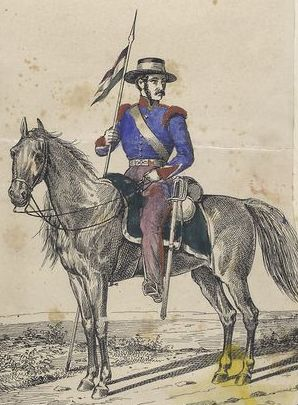
Mexikansk presidiosoldat utan läderpansar. From The New York Public Library

Under den mexikanska frigörelsekampen mot Spanien överfördes många presidiogarnisoner från gränsområdena till centrala Mexiko, där motståndet mot den spanska kronan var störst. Resultatet blev att många indiangrupper, men framförallt apacherna, med förnyad intensitet återupptog sina räder mot lokalbefolkningen. Efter Mexikos självständighet låg gruvnäringen i spillror och den mexikanska republiken hade svårare att finansiera presidiotrupperna. Truppernas försvagning ledde till att de allianser som spanjorerna ingått med comancher, jicarilla, ute och navajo föll sönder under 1820-talet. Till detta bidrog också de amerikanska handelskontakterna vilket försåg indianerna både med eldvapen och med en marknad för det byte de tog från den bofasta befolkningen.